# Max Beerbohm
Henry Maximilian Beerbohm (Londra, 24 agosto 1872 – Rapallo, 20 maggio 1956) è stato uno scrittore e caricaturista inglese.

## Biografia
Imparentato con l'attore e produttore Herbert Beerbohm Tree, frequentò la Charterhouse School e successivamente il Merton College ad Oxford, diventando segretario del Myrmidon Club. Ricevette elogi da parte di George Bernard Shaw, lo scrittore, nel descrivere le capacità di Max Beerbohm, affermò che «la sua abilità non era comparabile a quella di nessun altro».
Affascinato da Oscar Wilde e Walter Pater, si distinse non solo per l'eleganza che utilizzava nei versi, ma anche per non aver mai voluto seguire i temi romantici e sentimentali del decadentismo, distaccandosi da esso. Agli inizi della carriera preferì utilizzare la forma del panegirico (discorso di enfatico encomio, talvolta esagerato), con uno stile affine a quello di Alexander Pope.
La sua prima raccolta di saggi si intitolò The works of Max Beerbohm, a cui seguì More e Yet again. La sua opera successiva, A Christmas Garland si rivelò un'imitazione di vari autori contemporanei, mentre verso la fine dell'Ottocento e i primi anni del Novecento realizzò i suoi lavori più impegnativi e riusciti: Happy Hypocrite (1897) e Zuleika Dohson (1911).
Al termine della prima guerra mondiale, Max Beerbohm espresse il suo percorso di evoluzione artistica e d'interpretazione del mondo con le sue due opere, Seven Men ed And even now (1920).
L'autore alternò la pubblicazione di saggi con quelle di raccolte di disegni caricaturali impreziositi con alcune celebri battute, tra le quali si ricordano: Book of caricatures e The poet's corner. La sua carriera letteraria si concluse con Mainly in the air, una sorta di rievocazione delle atmosfere della Londra vittoriana.
Nel 1898 seguì Shaw lavorando come critico per Saturday Review, rimanendo nel gruppo di lavoro della rivista sino al 1910.

### Il rapporto con Oscar Wilde

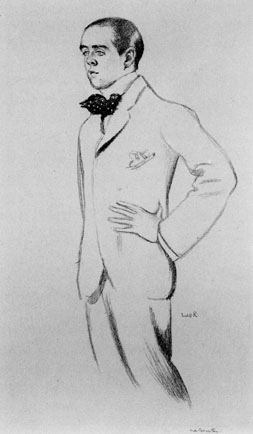
Max Beerbohm in una litografia di William Rothenstein del 1893.

Beerbohm apostrofava Oscar Wilde come "divinità", mentre lo scrittore irlandese definiva Max Beerbohm come la persona che possedeva «l'eterna vecchiezza». Quando egli scrisse Happy Hypocrite, opera che parlava di un uomo e della sua maschera, fu giudicato da Wilde quale tentativo d'imitazione dei suoi scritti, affermazione che non lo rese felice.
Inoltre anche la stesura del romanzo Zuleika Dobson ricordava le opere di Wilde.

## Traduzioni italiane delle opere
- L'ipocrita beato, traduzione di Margherita Guidacci, illustrazioni di Bruno Sacchetti, Vallecchi, Firenze 1946
- L'ipocrita felice e altri racconti, a cura di Aldo Camerino e Emilio Cecchi, Bompiani e C., Milano 1947
- Zuleika Dobson, ovvero Una storia d'amore a Oxford, traduzione di Ettore Capriolo, introduzione di Aldo Tagliaferri, Bompiani, Milano 1968; Serra e Riva, 1986; Baldini Castoldi Dalai, Milano 2006
- Storie fantastiche per uomini stanchi, traduzioni di Roberto Birindelli e Mario Praz, con una nota di Mario Praz, Sellerio, Palermo 1982
- Elogio dei cosmetici, trad. di Maria Croci Guli, Giusy De Pasquale, prefazione di Paolo Mauri, Novecento, Palermo 1985
- Dandy & Dandies, a cura di Giovanna Franci e Gino Scatasta, trad. di Gino Scatasta,  Studio tesi, Pordenone 1987
- Savonarola Brown, traduzione e cura di Gino Scatasta, Re Enzo, Bologna 1999
- Cattiverie occasionali, a cura di Vincenzo Latronico, Excelsior 1881, Milano 2008
- (con Lytton Strachey) Anche gli sciocchi sanno scrivere in francese, traduzione di Sabina Terziani, a cura di Antonio Debenedetti, Elliot, Roma 2015
- Ghirlanda di Natale. Intrecci d'autore, Cura e traduzione di Giuliana Schiavi, Messina, bordolibero, 2022